# Рунац (Долина Аосте)
Рунац је насеље у Италији у округу Долина Аосте, региону Долина Аосте.
Према процени из 2011. у насељу је живело 126 становника. Насеље се налази на надморској висини од 807 м.